# 마츠모토 하나
마츠모토 하나(일본어: 松本 花奈, 1998년 1월 24일 ~ )는 일본의 배우, 영화 감독이다.

## 출연 작품
- #러브_디루젼「프롬 인 유 도쿄」 (2020)
- 키스컴! ~COME ON, KISS ME AGAiN!~ (2019)
- 이십일세기 소녀 (2018)
- 다다다다 세븐틴 (2016)
- 어 미드썸머 드림 (2014)
- 절규학급 (2013)
- 유토피아 사운즈 (2012)
- 태양의 유산 (2011)
- 제로 포커스 (2009)
- 주온 - 원혼의 부활 (2009)
- 사이드카의 개 (2007)